# 第斗獸屬
第斗獸屬（學名Didolodus）是一類已滅絕的哺乳動物。牠們被認為與南蹄目有關，所以被分類在南蹄目下。牠們的遺骸是在巴塔哥尼亞發現。
第斗獸屬是一類行走快速的動物，根據牙齒形態可能像早期有蹄類，如原古馬。牠們約長60厘米，肢短及尾巴很長。